# Perymenium alticola
Perymenium alticola là một loài thực vật có hoa trong họ Cúc. Loài này được McVaugh miêu tả khoa học đầu tiên năm 1972.